# Пуль, Шандор
Ша́ндор Пуль (венг. Puhl Sándor; 14 июля 1955, Мишкольц — 20 мая 2021, Будапешт) — венгерский футбольный арбитр. Известен благодаря обслуживанию матчей чемпионата мира 1994 года, проходившего в Соединённых Штатах Америки, включая финальный матч. Четырежды был выбран международной федерацией футбольной истории и статистики (IFFHS) арбитром года в период с 1994 по 1997 годы.

### Достижения
Международная федерация футбольной истории три раза подряд признавала Шандора арбитром года.